# 肖恩·科迪
肖恩·科迪（英語：Sean Cody）是一家創立於2001年秋季坐落于美國加利福尼亚圣迭戈的男同性戀色情片公司。該工作室下屬的網站主要收錄年輕、健壯的白人男同性戀色情片。其品牌影片僅以數位形式公開發行。
肖恩·科迪對男男色情演员的挑選較為嚴格，合約甚至規定演員先前無從事色情工作經歷。